# Beverley McLachlin

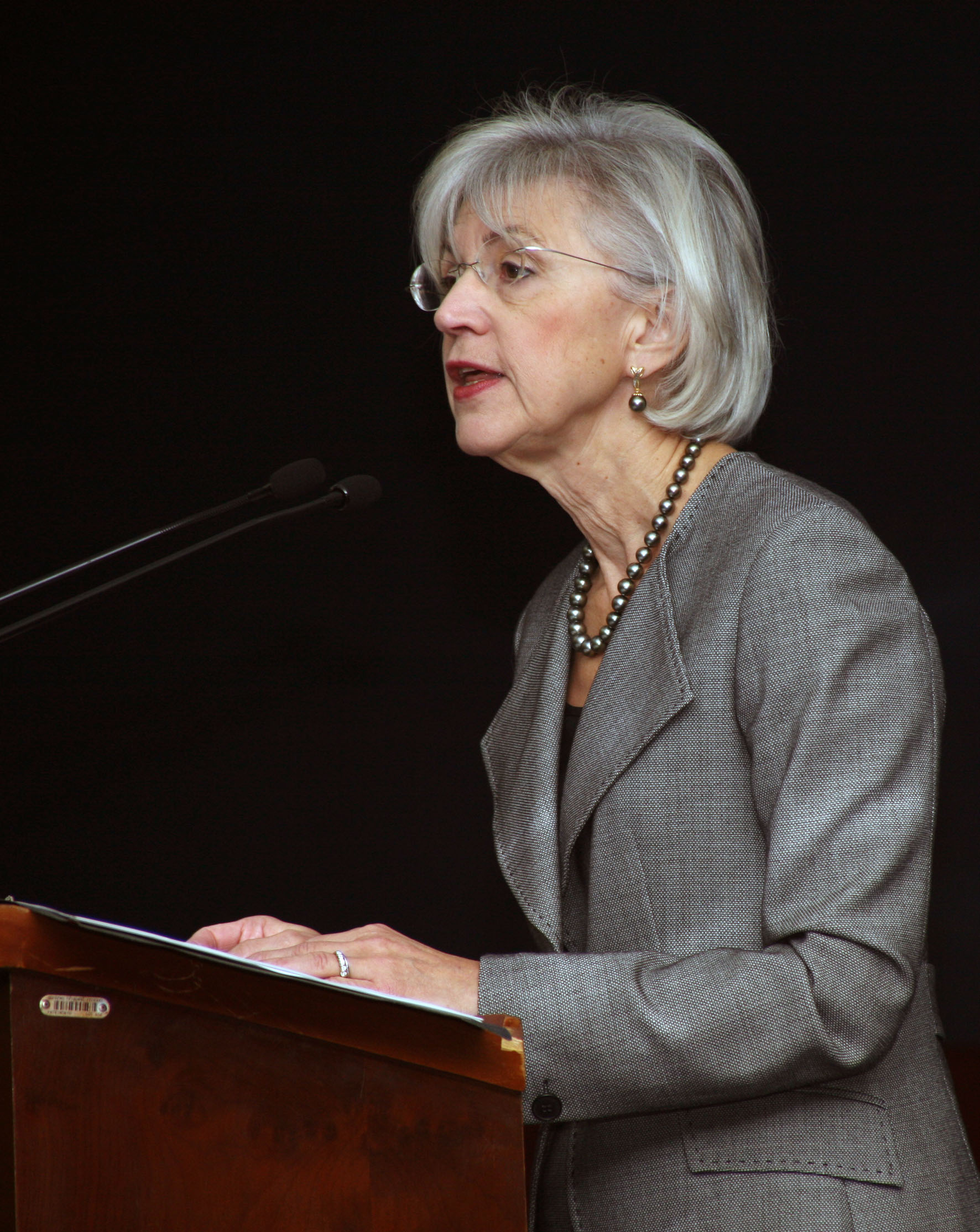
Beverley McLachlin

Beverley McLachlin PC (* 7. September 1943 in Pincher Creek, Alberta als Beverley Gietz) ist eine kanadische Richterin und Professorin der Rechtswissenschaft. Sie gehörte 1989–2017 dem Obersten Gerichtshof von Kanada an. Von 2000 bis 2017 war sie dessen Vorsitzende (engl. Chief Justice / frz. Juge en chef) und die erste Frau in diesem Amt.

## Biografie
McLachlin studierte an der University of Alberta zunächst Philosophie, anschließend Rechtswissenschaft. Nachdem sie als beste Studentin ihres Jahrgangs abgeschlossen hatte, wurde sie 1969 in die Rechtsanwaltskammer der Provinz Alberta als Rechtsanwältin aufgenommen, zwei Jahre später auch in jene von British Columbia. Von 1974 bis 1981 war sie Professorin an der University of British Columbia.
Nach einer sechsmonatigen Tätigkeit als Bezirksrichterin in Vancouver wurde McLachlin im September 1981 in den Obersten Gerichtshof der Provinz British Columbia berufen. Ab Dezember 1985 war sie am Appellationsgericht von British Columbia tätig, im September 1988 folgte die Ernennung zur Vorsitzenden dieses Gerichts. Premierminister Brian Mulroney ernannte sie zu einer von neun Richtern am Obersten Gerichtshof von Kanada, die Vereidigung durch Generalgouverneurin Jeanne Sauvé erfolgte am 30. März 1989.
Nach dem Rücktritt von Antonio Lamer ernannte Premierminister Jean Chrétien McLachlin am 7. Januar 2000 zur neuen Vorsitzenden des Obersten Bundesgerichts. Als Generalgouverneurin Adrienne Clarkson im Juli 2005 wegen einer Herzoperation hospitalisiert werden musste, übernahm McLachlin drei Wochen lang die Aufgaben als Repräsentantin des Staatsoberhaupts und setzte unter anderem das Gesetz zur gleichgeschlechtlichen Ehe in Kraft.
Sie trat zum 15. Dezember 2017 von ihrem Amt in Kanada zurück. Sie wirkt weiterhin als ehrenamtliche, zeitweise Richterin in Hongkong.
Beverley McLachlin hat einen Sohn aus erster Ehe. Ihr erster Ehemann Roderick McLachlin starb 1988. Vier Jahre später heiratete sie Frank McArdle. Sie besitzt 21 Ehrendoktortitel.

## Werke
- Full Disclosure. Novel. Simon & Schuster Canada, Toronto 2018